# Džafer Kulenović
Džafer-beg Kulenović (17. února 1891 Rajinovci, okres Kulen Vakuf, Bosna a Hercegovina – 3. října 1956 Damašek, Syrská republika) byl bosenskohercegovský a jugoslávský právník a politik bosňáckého původu.

## Životopis
Narodil se do bohaté statkářské muslimské rodiny, kterou tvořil Muhamed Kulenović Bajbutović zvaný Pašabeg nebo Pašaga a Meleća Sulejmanbegović. Ti společně přivedli na svět osm dětí, syny Mustaj-bega/Mustafu-bega, Ahmed-bega, Smail-bega, Ali-bega, Osman-bega (1889) a Džafer-bega (1891) a dcery Ajiše a Zumret. Paša-beg (1868–1926) byl v letech 1910 a 1915 poslancem bosenského zemského sněmu, saboru.
V Kulen Vakufu navštěvoval základní školu, poté studoval na gymnáziích v Sarajevu a Tuzle. Z tuzlanského gymnázia byl vyloučen, a proto nakonec maturoval v Mostaru (1909). Již v mladickém věku přilnul k chorvatské nacionální ideologii, jak ji formuloval Ante Starčević. Roku 1910 se zapsal na lékařskou fakultu ve Vídni, ale pro chabé zdraví se vrátil na Balkán a vystudoval právnickou fakultu v Záhřebu. Na stejné univerzitě získal i doktorát.
Po vzniku Království Srbů, Chorvatů a Slovinců na podzim roku 1918 vstoupil do Jugoslávské muslimské organizace (JMO) a za tuto stranu získal poslanecký mandát ve volbách roku 1920 do ústavodárného shromáždění. Jako jediný ve své straně hlasoval proti schválení Vidovdanské ústavy. Poslanecký mandát si udržel v řádných volbách roku 1923, 1925 a 1927. Po vyhlášení královské diktatury a zákazu politických stran roku 1929 se stáhl do ústraní a udržoval kontakty s ustašovskou opozicí. Po částečném rozvolnění královské diktatury byl roku 1935 a znovu 1938 zvolen poslancem, a to nejprve na Mačekově kandidátce a poté coby představitel Jugoslávského radikálního společenství. Na přelomu let 1938 a 1939 byl ministrem bez portfeje ve třech vládách (od 14. 5. 1938 do 26. 8. 1939). Po smrti Mehmeda Spaha v půli roku 1939 byl vedením strany zvolen za předsedu JMO a kooptován do Senátu Jugoslávie. V této době se ostře stavěl proti tzv. Dohodě Cvetković–Maček, na jejímž základě vznikla Chorvatská bánovina, a požadoval vznik samosprávné Bosenské bánoviny v rámci Jugoslávie.
Po německé invazi do Jugoslávie roku 1941 zůstal ve vlasti. I přes opakované nabídky se odmítl kompromitovat spoluprací s fašistickým Nezávislým státem Chorvatsko (NDH), nicméně jeho bratr Osman nové poměry uvítal. Osman dokonce v období od 16. dubna do 7. listopadu 1941 působil jako místopředseda vlády NDH. Džafer nakonec tlaku neodolal a po svém bratrovi převzal místo místopředsedy vlády. Krátký čas na podzim roku 1943 vedle toho vedl ministerstvo spravedlnosti a kultu. Na konci druhé světové války společně s celým vedením NDH uprchl do Rakouska, ale zde byl zadržen. Roku 1945 unikl vydání zpět do Jugoslávie a v září uprchl z vojenského lazaretu ve Villachu a skrýval se v Římě. Následně se přes Turecko roku 1948 dostal do Damašku, kde s rodinou pobýval až do své smrti. V emigraci nadále spolupracoval s ustašovským hnutím, roku 1951 se stal předsedou jejich exilové vlády.
Kulenovićův syn Nahid (1929–1969) byl rovněž aktivní v ustašovském hnutí. Roku 1969 jej v Mnichově zavraždila jugoslávská tajná služba UDBA. Nahidův syn Džafer se odklonil od vyhraněné chorvatské nacionální myšlenky a jistý čas vedl Kongres severoamerických Bosňáků, zastřešující krajanské sdružení Bosňáků v Severní Americe.